# Robert Schumann
To je članek o skladatelju Robertu Schumannu. Za francoskega politika glej Robert Schuman
Robert Schumann, nemški skladatelj in pianist, * 8. junij 1810, Zwickau, Nemčija, † 29. julij 1856, Endenich blizu Bonna, Nemčija.
Schumann je predstavnik nemške glasbene romantike, v njegovih delih se kažejo izrazite lirične poteze. Rad se je zatekal v svet svoje nenavadno bogate fantazije in je bil hkrati velika umetniška osebnost in izjemno razgledan človek. Kot tak je vodil, vzgajal in podpiral krog romantičnih skladateljev. V njem so našli zvestega prijatelja in bojevitega zagovornika skladatelji Chopin, Berlioz in Brahms. V glasbeni reviji Neue Zeitschrift für Musik, ki jo je ustanovil in dolgo vodil v Leipzigu, je veliko pisal o glasbi. »Naše prepričanje je trdno in enostavno: z vsem poudarkom je treba obrniti pozornost in se spomniti starega časa in njegovih del, ker je le  na tako čistem studencu mogoče krepiti novo umetniško lepoto, boriti se moramo proti bližnji preteklosti, ki je stremela le za dvigom zunanjosti in virtuoznosti; slednjič moramo pripravljati nov poetičen čas in se truditi, da bo čim prej prišel.« S temi besedami je usmerjal krog svojih sodelavcev. Tako, kot se je moral v javnem življenju nenehno boriti za svoja umetniška načela, so ga tudi v osebnem življenju spremljale same težave. Nenehni spopadi in boji so naposled strli njegovo tenkočutno osebnost. Življenje umetnika se je končalo v največji tragiki, ki lahko doleti človeka, saj je zadnji dve leti preživel v popolni duševni otopelosti.

## Življenjepis
Robert Alexander Schumann se je rodil 8. junija 1810 kot peti otrok založniku in knjigarnarju Augustu Schumannu (1773–1826) in materi Johanni Christiane, rojen Schnabel (1770–1836). Hodil je v licej in se s sedmimi leti začel učiti klavir pri Johannu Gottfriedu Kuntschu (1757–1855). Na materino željo je v letih 1828–1830 študiral pravo v Leipzigu in se še naprej učil klavir ter kompozicijo pri Friedrichu Wiecku. Kasneje je odšel študirat v Heidelberg in se vse bolj posvečal glasbi. Zaradi pretiranega igranja na klavir, mu je ohromel prst. Pri dvajsetih letih se je dokončno poslovil od prava in se posvetil samo glasbi. Zaradi težav s prsti je bilo njegove kariere pianista konec in posvetil se je komponiranju.
Schumann je bil tudi sicer razgledan mož, saj so imeli pri hiši obsežno knjižnico. Kot mladenič je napisal malo skladb, zato pa več besedil in pesmi. Naučil se je latinsko, grško in francosko in je bil izjemen talent za jezike. Njegova glasbena izobrazba pa je ostala precej skromna. Kot najstnik je ustanovil šolski pihalni orkester, poleg tega pa tudi "literarni klub", v katerem je s sošolci objavljal različna dela, med katerimi je tudi osem dramskih besedil Friedricha Schillerja.
Pri triindvajsetih letih je napisal Sonato v G-molu in z njo nakazal da bo postal velik glasbenik. leta 1834 je s prijatelji ustanovil revijo Neue Zeitschrift für Musik, v kateri so zagovarjali glasbeni profesionalizem. Dolgo jo je urejal in pisal članke sam.
Leta 1840 je prejel častni doktorat univerze v Jeni. Poročil se je s Claro Wieck, ki je bila hči njegovega učitelja klavirja. V zakonu se je rodilo osem otrok, zadnji sin Felix se je rodil, ko je že bil Schumann že v umobolnici. V novem domu v ulici Inselstrasche 18 v Leipzigu sta bila redna gosta Franz Liszt in Hector Berlioz. V tem času je pisal samospeve in oratorije. Clara je postala najboljša interpretka njegovih glasbenih del.
Leta 1841 je napisal skladbo Fantazija kot prvi koncertni stavek, leta 1845 je dodal intermezzo in finale, vse skupaj povezal v celoto in skladbo imenoval Koncert v a-molu op. 54. Schumann je na začetku komponiranja bolje poznal klavir kot orkester kar se pozna pri izvajanju omenjenega koncerta. Podobna težava se pojavi pri naslednjih skladbah za klavir in orkester.
Leta 1843 je bil Schumann za kratek čas profesor na konservatoriju v Leipzigu, kamor ga je povabil Mendelssohn. Postala sta odlična prijatelja. Schumann mu je posvetil tri Godalne kvartete napisane leta 1842. Napisal je tudi Simfonijo št. 1 v B-duru in Simfonijo v D-molu, kasneje imenovano št. 4.
leta 1844 se je družina preselila v Dresden. Naslednje obdobje do leta 1846 je bilo zaznamovano z boleznijo, pritoževal se je zaradi izčrpanosti,  anksioznosti in vrtoglavice. Robert Schumann je trpel za manično-depresivna motnjo. Z veliko truda je končal Simfonijo v C-duru, danes imenovano št. 2. V tem času je spoznal Richarda Wagnerja. Ta ga je spodbudil, da je napisal edino opero imenovano Genovefa. 
Decembra 1849 Schumann dobi ponudbo za glasbenega direktorja v Düsseldorfu (danes Städtischer Musikverein zu Düsseldorf) in zapusti Dresden. Pojavijo se bolezenske težave in skoraj ni mogel govoriti. Stanje se je slabšalo naslednja tri leta. Še naprej je komponiral in napisal Simfonijo št. 3 v Es-duru imenovano Renska ter koncerta za violino in violončelo. Leta 1853 je spoznal mladega Johannesa Brahmsa.
Bolezen se je hitro slabšala, imel je napade blaznosti. Prepeljali so ga v zdravilišče blizu Bonna, kjer je preživel dve leti in leta 1856 umrl.

## Delo
| Kreisleriana, Op. 16 (1838), N8. Schnell und spielend |
|                                                       |
| Giorgi Latso, klavir                                  |

| Fantazija v C duru, Op. 17 (1836, prenovljeno 1839); 1. Sempre Fantasticamente ed Appassionatamente |  |
| |  |
| |  |

| Fantazija v C duru, Op. 17 (1836, prenovljeno 1839); 2. Moderato, Sempre energico |  |
|                                                                                   |  |
|                                                                                   |  |

| Fantazija v C duru, Op. 17 (1836, prenovljeno 1839); 3. Lento sostenuto Sempre piano |  |
|                                                                                      |  |
|                                                                                      |  |

Schumannova nenavadno bogata fantazija in silen ustvarjalni zagon sta skovala mnoga odlična dela. Prvih 23 del, zaporedno označenih z opusom, je posvetil klavirju. Med najbolj znanimi so Simfonične etude, op. 13; Carnaval, op. 9; Otroški prizori, op. 15, Kreisleriana, op. 16; Novelete, op. 21; Metulji, glasbene miniature op. 2, itd. Večinoma so vse naštete skladbe drobne klavirske miniature, združene v vsebinsko ali oblikovno zaokrožene cikluse. Med naslovi klavirskih skladb srečamo tudi Chopina, Paganinija (ki ju je z glasbo posrečeno okarakteriziral) in Chiarino (v njej je upodobil svojo ženo, pianistko Claro Wieck).
Skladatelj je splošni pianistični problem, prstanec (v pianističnem izrazoslovju četrti prst), ki je fizionomično najbolj šibak izmed prstov, obravnaval zelo radikalno. Izdelal je mehansko pripravo za raztezanje tega prsta, nameraval pa si je celo operiracijsko odstraniti ligaturo med tretjim in četrtim prstom. Njegova prizadevanja so se za njegovo pianistično kariero končala tragično, ligaturo si je namreč poškodoval do te mere, da je moral opustiti vse pianistične ambicije in se je zato posvetil skladateljevanju.
Med njegova pomembnejša dela prištevamo še njegove štiri simfonije, mnoge komorne in vokalne skladbe, klavirski koncert in koncert za violončelo in orkester.

## Spominska obeležja
- 1875 spomenik na Moritzbastei v Leipzigu
- 1880 nagrobni spomenik na starem pokopališču v Bonnu, avtor Adolf von Donndorf
- 1901 spomenik na glavnem trgu v mestu Zwickau, avtor Johannes Hartmann
- 1901 spominska plošča v Ašu / Asch (Češka republika)
- 1947 po njem se imenuje Konservatorij Robert Schumann v Zwickau
- 1956 hiša na glavnem trgu v Zwickau je nacionalni spomenik in muzej
- 1972 po njem se imenuje Univerza Düsseldorf (od leta 1935 je bil to "Robert Schumannov konservatorij")
- 1983 po njem se imenuje Filharmonija v Chemnitzu (prej Karl-Marx-Stadt)
- 1986 stela na Zwingerteich za opero v Dresdnu, avtorica Charlotte Summer Landgraf
- 1997 doprsni kip v zdraviliškem parku v Kreischa (blizu Dresden, Saška), avtor Hans Kazzer
- 2006 spomenik pred Schumannovo hišo v Bonnu, avtor Alfred Hrdlicka
- 2010, 10 evrski spominski kovanec in žig ob 200. letnici rojstva, 2010

- Fritz Klimsch: 
Robert in Clara Schumann – po originalu Ernsta Rietschela (1846)
- Johann Peter Götting: Robert Schumann (1852)
- Johannes Hartmann (kipar): Robert Schumann (1901)
- Edmund Schorisch: Robert Schumann (1935)
- Alfred Hrdlicka: 
Robert Schumann (2006)

## Zunanji viri
- Schumannova dela
- Nagrade Robert Schumann
- Robert Schumann in Zwickau Arhivirano 2013-10-24 na Wayback Machine.